# Bayan-Adarga
Bayan-Adarga (mongoliska: Баян-Адарга Сум, Баян-Адарга, Bayan-Adarga Sum) är ett distrikt i Mongoliet.   Det ligger i provinsen Chentij, i den östra delen av landet, 300 km öster om huvudstaden Ulaanbaatar.